# 馬塔科托區
馬塔科托區（西班牙語：Distrito de Matacoto），是秘魯的一個區，位於該國北部安卡什大區的永蓋省，始建於1955年11月7日，面積43.65平方公里，海拔高度2,500米，2005年人口1,474，人口密度為每平方公里34人。